# 罗得水族馆
罗得水族馆（希臘語：Ενυδρείο Ρόδου）是希腊希腊罗得的一个水族馆、研究中心和博物馆。它建于1930年代，意大利统治罗得岛期间，目前由国家海洋研究中心管理。

## 历史
这是一座装饰艺术建筑，由意大利建筑师Armando Bernabiti设计，建于1934-1935年。当它于1937年开业时，名为皇家罗德生物研究所（Reale Istituto di Ricerce Biologiche di Rodi），研究爱琴海的水文，海绵和渔业。
当该岛于1945年交回希腊时，该设施成为“希腊水文学研究所”的一部分。自1963年以来，称为“罗得水文站”，由国家海洋研究中心管理。 1971–72年，建筑北侧添加了一个展区。

## 布局
水族馆位于建筑物的地下室，是一个设计为水下洞穴的走廊。走廊两旁的水箱装满了大约80,000公升（21,000美制加侖）过滤海水，为水族们提供了一个天然环境。展品包括海葵、章鱼、海胆、珊瑚、双壳纲、螃蟹、海鳌虾、海龟、海豚、软体动物、鲨鱼以及许多其他鱼类。其中的设施也用于帮助附近受伤的海龟和海豹。